# Grünenbaindt
Grünenbaindt ist ein Pfarrdorf und Ortsteil des Marktes Dinkelscherben im Landkreis Augsburg (Bayern). 

## Geographie
Der Gemeindeteil liegt im westlichen Landkreis Augsburg auf einem schmalen Riedel in West-Ost-Richtung. Die Kirche liegt 516 m hoch, die Höhenunterschiede innerhalb des Dorfraums sind infolge des stetigen Absinken des Riedels nach Osten relativ groß. Die Anwesen stehen fast ausschließlich in einer Doppelreihe zu beiden Seiten eines Straßenangers, auf dem die Kirche, und vor allem im östlichen Teil, einige Häuser stehen.

## Geschichte
Die erste Erwähnung Grünenbaindts ist für 1183 überliefert. Am 17. Februar dieses Jahres stellte Papst Lucius III. das Stift St. Moritz in Augsburg unter seinen Schutz und bestätigte u. a. auch Ländereien, nämlich Dimidium mansum in Witelinesbach et mansum unum in Grunenpiunt (= Eine halbe Weide in Wittelsbach [?] und eine ganze in Grünenbaindt). „daz Dorff“ Grünenbaindt wurde im Jahre 1324 von dem aus Welden stammenden Reutmeister Ludwig den Ryffen, für den Lohn des oben genannten Grundstückes, gerodet und besiedelt. Den Auftrag dazu erteilte der Augsburger Patrizier Heinrich Portner, der sich später durch die Ermordung von über 100 Augsburger Juden, beim Pestpogrom 1348/49, bereichern konnte.
Ab 1324 war dann entlang der damaligen Heer- und Handelsstraße Augsburg – Ulm, die über Freihalden und Jettingen nach Günzburg führte, eine Siedlung mit zwanzig Bauernanwesen und einem Pfarrhof samt Kirche entstanden (siehe: Ensemble Grünenbaindt).
Die Patrizierfamilie Portner sah sich 1372 gezwungen, das Dorf zu verkaufen. Es gelangte nach mehrmaligem Besitzerwechsel 1506 teilweise, und 1557 vollständig, an den Jettinger Ritter Phillip vom Stain, welcher schon zuvor im Jahre 1505 die Herrschaft Wolfsberg bzw. Steinekirch erworben hatte.
Beim Verkauf dieser Herrschaft im Jahre 1589 ging somit auch Grünenbaindt mit an das Domstift Augsburg. Nur der Wegzoll an der wichtigen Handelsstraße wurde ausgenommen und verblieb bis ins 18. Jahrhundert im Besitze der Herren vom Stain. Dieser Zoll, der „denen vom Stain“ 1579 von der Markgrafschaft Burgau verliehen worden war, zum Preis der Straßenunterhalts, brachte reiche Erträge.
Das Dorf selber wurde dem Pflegamt Dinkelscherben zugeordnet und verblieb im Besitz des Domstifts, bis es im Zuge der Säkularisation im Jahre 1803 nach Bayern kam.
1862 bis 1929 gehörte Grünenbaindt zum Bezirksamt Zusmarshausen und ab 1929 zum Bezirksamt Augsburg, das ab 1939 dann als Landkreis Augsburg bezeichnet wurde.
Am 1. Mai 1978 wurde die bis dahin selbständige Gemeinde in den Markt Dinkelscherben eingegliedert.

## Sehenswürdigkeiten
- Katholische Pfarrkirche St. Peter und Paul, die in ihrem heutigen Bestand zum großen Teil noch aus der Zeit vor dem Dreißigjährigen Krieg stammt. 1882 wurde das Langhaus vergrößert. Der Bau wurde 1927 und 1947/48 renoviert.
- St. Leonhardskapelle, umgeben von vier mächtigen Linden, errichtet 1767. Allerdings hat am 21. Oktober 2014 ein Wurzelstock einer umstürzenden Linde die Fundamente dieser Kapelle angehoben und dadurch zum Einsturz gebracht. Sie wurde durch eine neue Leonhardskapelle ersetzt, die der alten ähnelt, und mit Gegenständen aus dem Vorgängerbau ausgestattet.
- Der Pfarrhof wurde in den Jahren 1771/72 erbaut.